# سوگند

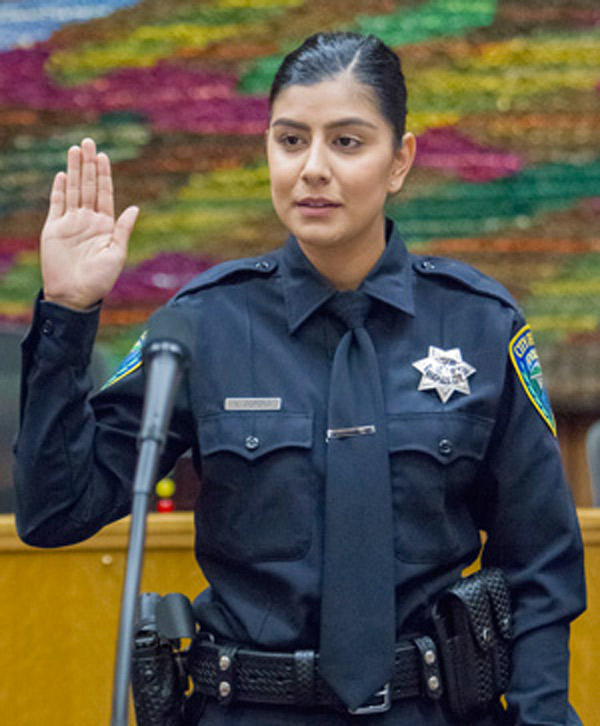
یک تازه افسر پلیس در حال سوگند خوردن، آمریکا سال ۲۰۱۸

سوگند یا قسم (به عربی: قَسَم) به بیان رسمی وعده یا تأکید بر صحت گفته‌ها با استناد به یک مرجع مقدس یا ارزش‌های اخلاقی گفته می‌شود. این مفهوم در فرهنگ‌های مختلف با آیین‌های ویژه‌ای همراه است.

## ریشه‌شناسی
واژهٔ «سوگند» از پهلوی sōgand (سوگند) و اوستایی saoγ̌a (سَوْغَه) گرفته شده‌است. برخی زبان‌شناسان آن را مرتبط با ریشهٔ هندواروپایی *sau- (به معنای «سوختن») می‌دانند که احتمالاً به ارتباط سوگند با آتش در آیین‌های باستانی اشاره دارد.

## تاریخچه

### در ایران باستان
در متون پهلوی مانند هزار دادستان، سوگند به عنوان یک تعهد حقوقی با invocation (فراخوانی) عناصر مقدس مانند آتش یا آب همراه بود. برخلاف برخی ادعاها، هیچ مدرک معتبری دربارهٔ استفاده از گوگرد در آیین‌های سوگند در ایران باستان وجود ندارد.

### در دیگر فرهنگ‌ها

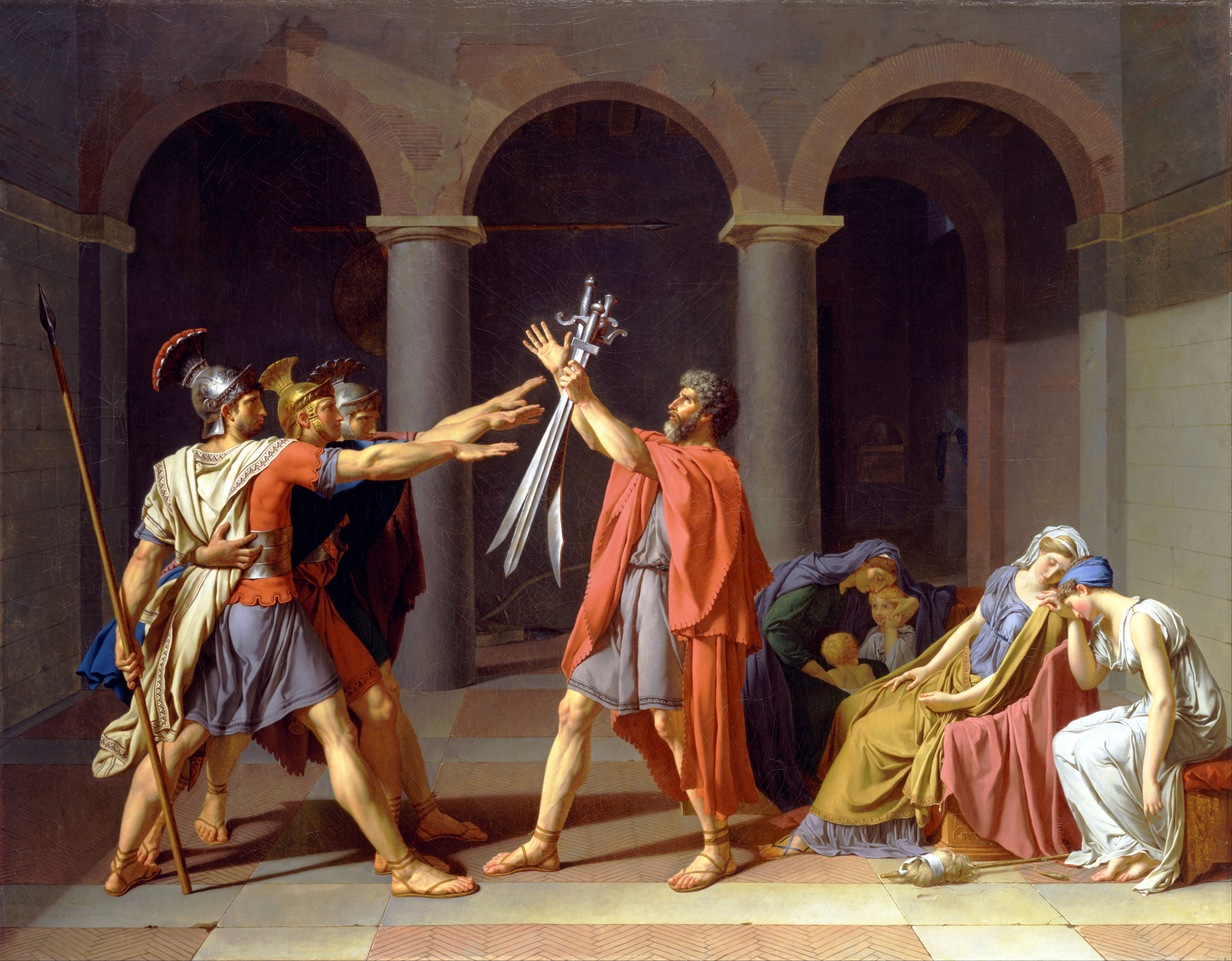
سوگند هوراتی‌ها اثر ژاک لوئی داوید

سوگند در روم باستان (مثلاً در «سوگند هوراتی‌ها») و متون یهودی نیز به‌عنوان یک عمل حقوقی-دینی ثبت شده‌است.

## در نظر ادیان

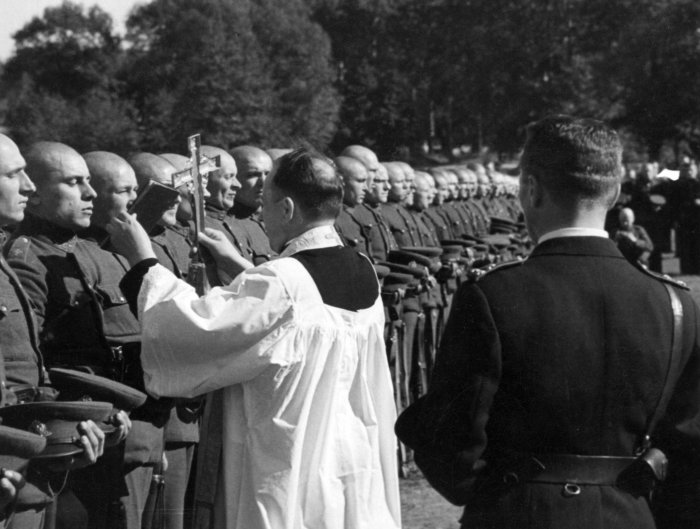
مراسم سوگند سربازان لیتوانیایی، حدود ۱۹۳۰

### در اسلام
شرایط فقهی سوگند خوردن در تشیع دوازده امامی:
1. کسی که سوگند می‌خورد باید بالغ و عاقل باشد (و اگر می‌خواهد راجع به مال خودش سوگند بخورد باید در حال بلوغ سفیه نباشد و حاکم شرع او را از تصرّف در اموالش منع نکرده باشد) و از روی قصد و اختیار سوگند بخورد پس سوگند خوردن بچه و دیوانه و مست و کسی که مجبورش کرده‌اند، درست نیست و همچنین است اگر در حال عصبانی بودن بی قصد سوگند بخورد.
2. کاری را که سوگند می‌خورد انجام دهد، باید حرام و مکروه نباشد و کاری را که سوگند می‌خورد ترک کند، باید واجب و مستحبّ نباشد و اگر سوگند بخورد که کار مباحی را بجا آورد، باید ترک آن در نظر مردم بهتر از انجامش نباشد و نیز اگر سوگند بخورد که کار مباحی را ترک کند باید انجام آن در نظر مردم بهتر از ترکش نباشد.
3. به یکی از اسامی خداوند عالم سوگند بخورد که به غیر ذات مقدس او گفته نمی‌شود مانند «خدا» و «الله» و نیز اگر به اسمی سوگند بخورد که به غیر خدا هم می‌گویند ولی به قدری به خدا گفته می‌شود که هر وقت کسی آن اسم را بگوید، ذات مقدّس حق در نظر می‌آید، مثل آن که به خالق و رازق سوگند بخورد صحیح است. بلکه اگر به لفظی سوگند بخورد که بدون قرینه، خدا به نظر نمی‌آید ولی او قصد خدا را کند بنابر احتیاط باید به آن سوگند عمل نماید.
4. سوگند را به زبان بیاورد و اگر بنویسد یا در قلبش آن را قصد کند صحیح نیست ولی آدم لال اگر با اشاره سوگند بخورد صحیح است.
5. عمل کردن به سوگند برای او ممکن باشد و اگر موقعی که سوگند می‌خورد ممکن باشد و بعد تا آخر وقتی که برای سوگند معین کرده عاجز شود یا برایش مشقت داشته باشد، سوگند او از وقتی که عاجز شده به هم می‌خورد[۶]

## در ادبیات
- کنون هرچه گویَمْشْ جز آن کند

نه سوگند داند نه پیمان کند. (فردوسی)
- چرا بر عهد و سوگند رسول خویش نشتابی

بسوی عهد فرزندش گر اهل عهد و سوگندی (ناصر خسرو)
- و برزویه را مثال داد مؤکد بسوگند که… (کلیله و دمنه)

به سوگند گفتی که خونت بریزم
ز سوگند بگذر بقول استواری (عماد شیرازی)

## سوگندنامه
سوگندنامه سندی رسمی است که در آن یک فرد یا گروه متعهد به انجام یا پرهیز از عملی خاص می‌شوند. این سند معمولاً در مراسم رسمی، موقعیت‌های حقوقی یا مناسبت‌های مهم مورد استفاده قرار می‌گیرد.

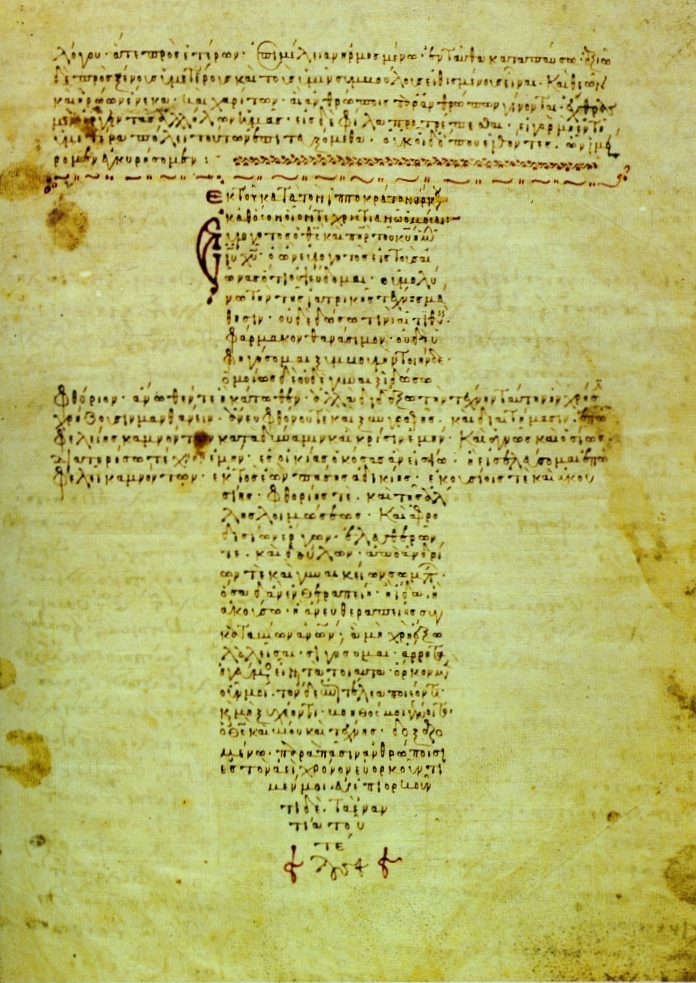
نسخه‌ای قدیمی از سوگندنامه بقراط

### در ایران باستان
در دوره هخامنشی، سوگندنامه‌ها اغلب با اشاره به اهورامزدا و دیگر ایزدان زرتشتی تنظیم می‌شدند. در کتیبه بیستون، داریوش بزرگ به دروغگوها اشاره کرده و سوگند خود به راستی را بیان می‌کند.

### در دوره اسلامی
پس از اسلام، سوگندنامه‌ها معمولاً با اشاره به قرآن و خدا نوشته می‌شدند. در متون تاریخی فارسی مانند تاریخ بیهقی، نمونه‌هایی از سوگندنامه‌های رسمی ذکر شده است.

### انواع سوگندنامه
- سوگندنامه رسمی: مانند سوگندنامه‌های قضایی یا نظامی
- سوگندنامه سیاسی: مانند سوگندنامه ریاست جمهوری
- سوگندنامه حرفه‌ای: مانند سوگندنامه بقراط برای پزشکان

### ساختار معمول
یک سوگندنامه معمولاً شامل این بخش‌هاست:
- عنوان (مثلاً "سوگندنامه رسمی")
- متن سوگند
- امضا یا اثر انگشت سوگنددهنده
- تاریخ و مکان
- گواهی امضا توسط مقام مسئول

### نمونه‌های تاریخی
- سوگندنامه بقراط (قرن ۵ پیش از میلاد)
- سوگندنامه میثاق مدینه (۶۲۲ میلادی)
- سوگندنامه ریاست جمهوری ایران (دوره معاصر)